# Massimiliano Egon II di Fürstenberg
Massimiliano Egon II di Fürstenberg (nome completo in italiano Massimiliano Egon Cristiano Carlo Aloisio Emilio Leone Riccardo Antonio; Lány, 13 ottobre 1863 – Bodensee, 11 agosto 1941) è stato un principe, militare e politico tedesco.
Amico personale dell'imperatore Guglielmo II di Germania e dell'arciduca ereditario Francesco Ferdinando d'Asburgo, nella sua epoca era considerato il vero tramite tra le due potenze della duplice alleanza. Risultò particolarmente influente nella politica dell'Impero tedesco ed in alcune decisioni prese dal kaiser.

## Biografia

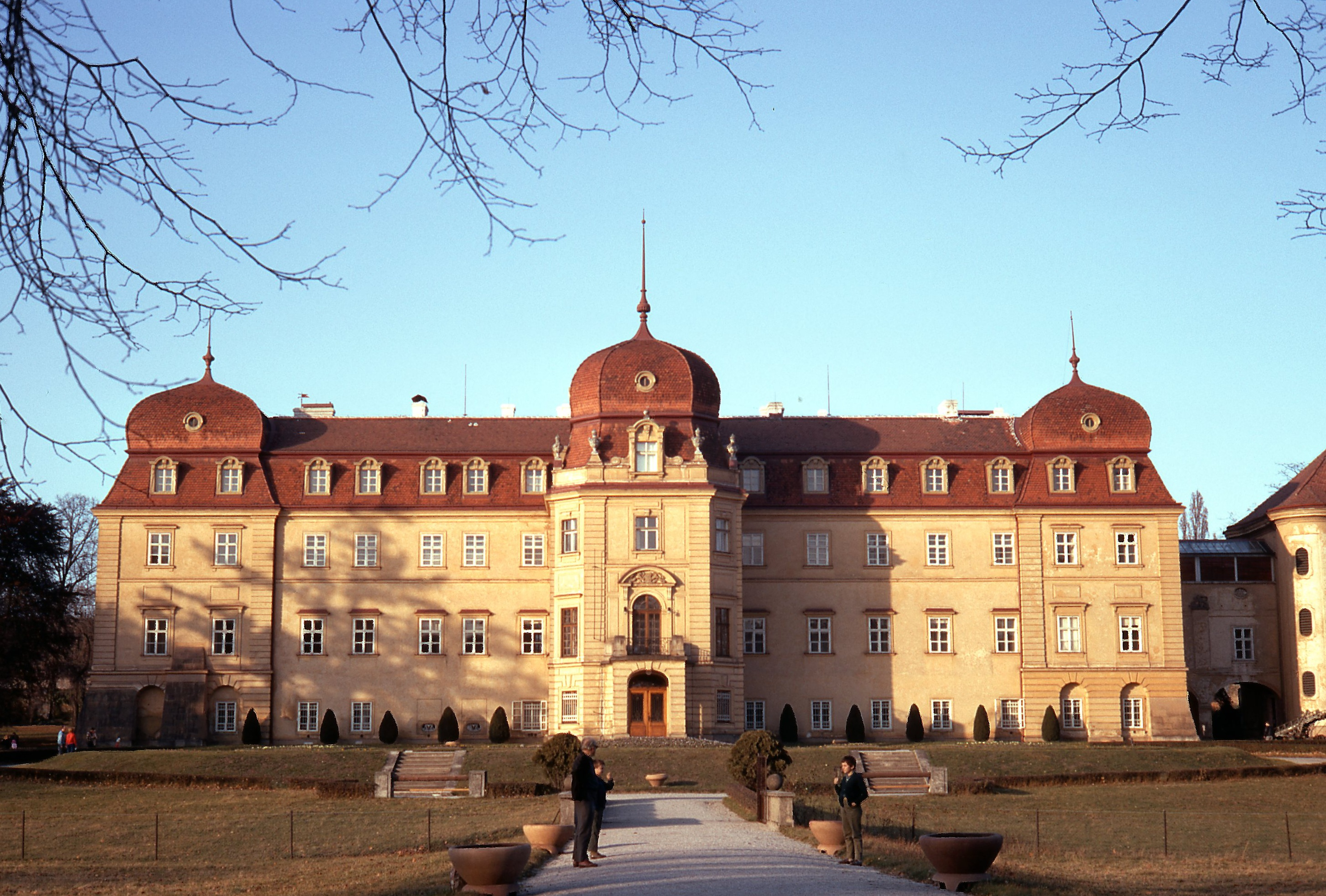
Il castello di Lány dove Massimiliano Egon II nacque nel 1863

Massimiliano Egon era figlio del principe Massimiliano Egon I di Fürstenberg (1822–1873), figlio a sua volta del principe Carlo Egon II di Fürstenberg, e di sua moglie, la contessa Leontine von Khevenhüller-Metsch (1843–1914). Nacque il 13 ottobre 1863 al castello di Lány, nell'allora Regno di Boemia, parte dell'Impero austriaco. Da bambino frequentò il liceo a Praga e studiò in seguito giurisprudenza presso le università di Bonn e Vienna. In questi anni della giovinezza, strinse un profondo legame col principe ereditario Guglielmo di Germania, amicizia che diventerà fondamentale quando Guglielmo diverrà imperatore. Alla morte prematura del padre nel 1886, ne ereditò i possedimenti e i titoli e nel contempo divenne membro della Camera dei signori austriaca, dove si impegnò attivamente anche nella politica. Nei primi anni '90 del XIX secolo, infatti, divenne membro del partito che radunava i grandi proprietari costituzionalisti dell'impero, di stampo liberal-centrista, divenendone uno dei rappresentanti più influenti.
Nel 1896, alla morte di suo cugino il principe Carlo Egon IV di Fürstenberg, che non aveva avuto eredi, Massimiliano Egon II divenne capo della casata principesca dei Fürstenberg, riunendo così nella sua persona il ramo austriaco e quello tedesco. Visse alternativamente al castello di Lány (attuale Repubblica Ceca), al castello di Heiligenberg, a Vienna e a Berlino dove pure possedeva dei palazzi. Per i suoi numerosi viaggi, fece sovente uso di una lussuosa carrozza da treno che veniva agganciata ai normali treni espressi, ma era dotata di tutti i più avanzati comfort dell'epoca. Nel 1906 assunse la presidenza del partito dei grandi proprietari costituzionalisti, ma raramente presenziò personalmente a Vienna, gestendo gran parte della propria esperienza politica attraverso una vastissima corrispondenza che teneva quotidianamente. Nel 1908, venne eletto vicepresidente della Camera dei signori austriaca.

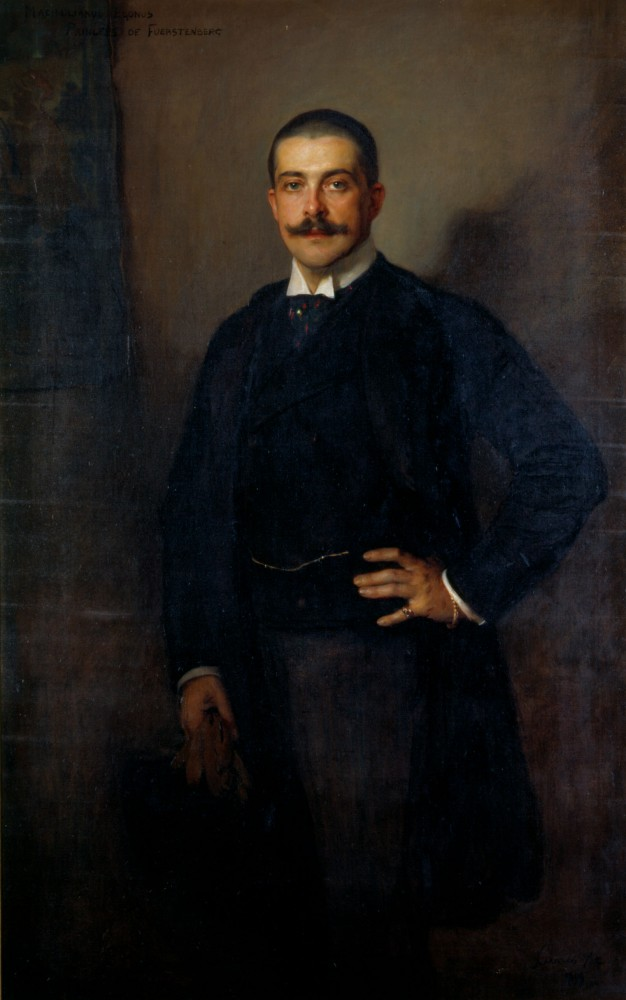
Ritratto del principe Massimiliano Egon II di Fürstenberg in abiti borghesi eseguito da Philip de László nel 1899

Fürstenberg fu cavaliere onorario dell'Ordine di Malta, cavaliere dell'Ordine austriaco del Toson d'Oro e cavaliere dell'Ordine prussiano dell'Aquila Nera. Alla corte prussiana, ricoprì il grado onorario di Colonnello Maresciallo, che lo collocava al quarto posto (su 62) nei ranghi di corte, addirittura davanti a tutti i suoi pari. Divenne anche membro della Camera dei signori prussiana, oltre che della camera alta del Württemberg e del Baden. Grazie ai suoi vasti possedimenti, in particolare dopo l'eredità ricevuta dal cugino, fu uno degli aristocratici più ricchi dell'Impero tedesco della sua epoca.
Insieme al cugino principe Cristiano Kraft di Hohenlohe-Öhringen, fondò una società commerciale (chiamata "Fürstentrust") che però crollò rovinosamente nel 1913 e portando ad una crisi bancaria generale. La società venne liquidata dalla Deutsche Bank sotto la guida di Arthur von Gwinner a seguito dell'intervento personale di Guglielmo II. Tuttavia il principe di Fürstenberg, la cui fortuna era stimata tra i 300 e i 400 milioni di marchi prima del crollo e che nell'operazione ne perse solo 18, riuscì a sopravvivere alla vicenda relativamente indenne, a differenza del suo socio in affari Cristiano Kraft (la cui fortuna si assestava attorno ai 200 milioni di marchi), che fu costretto a vendere grandi proprietà e si considerava "rovinato". Data l'amicizia personale con l'imperatore, Guglielmo II ritenne il principe di Hohenlohe-Öhringen quale unico responsabile della catastrofe finanziaria, salvando clamorosamente ad ogni occasione Massimiliano Egon.

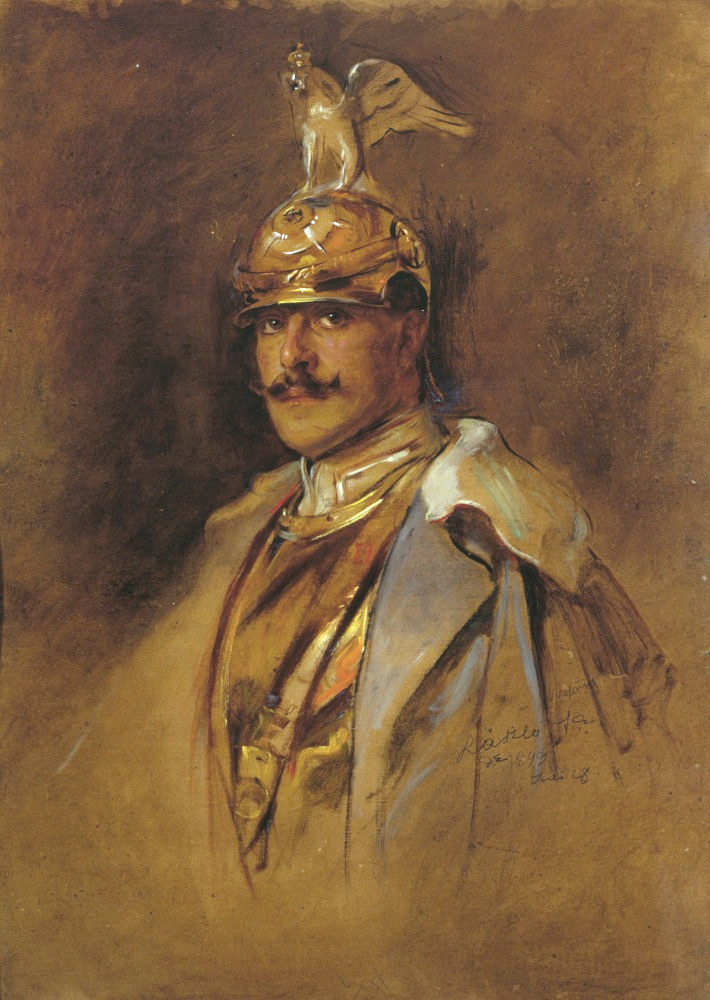
Ritratto del principe Massimiliano Egon II di Fürstenberg eseguito da Philip de László nel 1899

Il legame personale tra il principe di Fürstenberg e l'imperatore, portò quest'ultimo a soggiornare presso il castello dei Fürstenberg a Donaueschingen 14 volte durante il suo regno, per prendere parte a battute di caccia organizzate e programmate personalmente dal principe Massimiliano Egon. Von Fürstenberg aveva inoltre ottimi rapporti anche con l'arciduca ereditario Francesco Ferdinando d'Asburgo, motivo per cui fu definito da diversi storici come un vero e proprio collegamento vivente tra le potenze alleate di Austria-Ungheria e Germania. Secondo la storica tedesco-britannica Karina Urbach, in realtà, il ruolo di Massimiliano Egon di Fürstenberg nella politica internazionale prebellica è ancora oggi troppo sottovalutato, dal momento che il suo operato "dietro le quinte" ebbe certamente un impatto decisivo nel rovesciare quello che all'epoca si presentava come il suo acerrimo nemico nell'ambito politico, il principe von Bülow, dal suo ruolo di cancelliere dell'impero tedesco. Certamente Massimiliano Egon di Fürstenberg ebbe un ruolo decisivo anche nella scelta dei ministri degli esteri tedeschi della sua epoca e sulla firma della duplice alleanza nel periodo precedente la crisi di luglio.
Durante la prima guerra mondiale, Fürstenberg prestò servizio sia nell'esercito tedesco che nell'esercito imperiale austriaco col grado di maggiore generale (promosso bilateralmente il 4 aprile 1918).

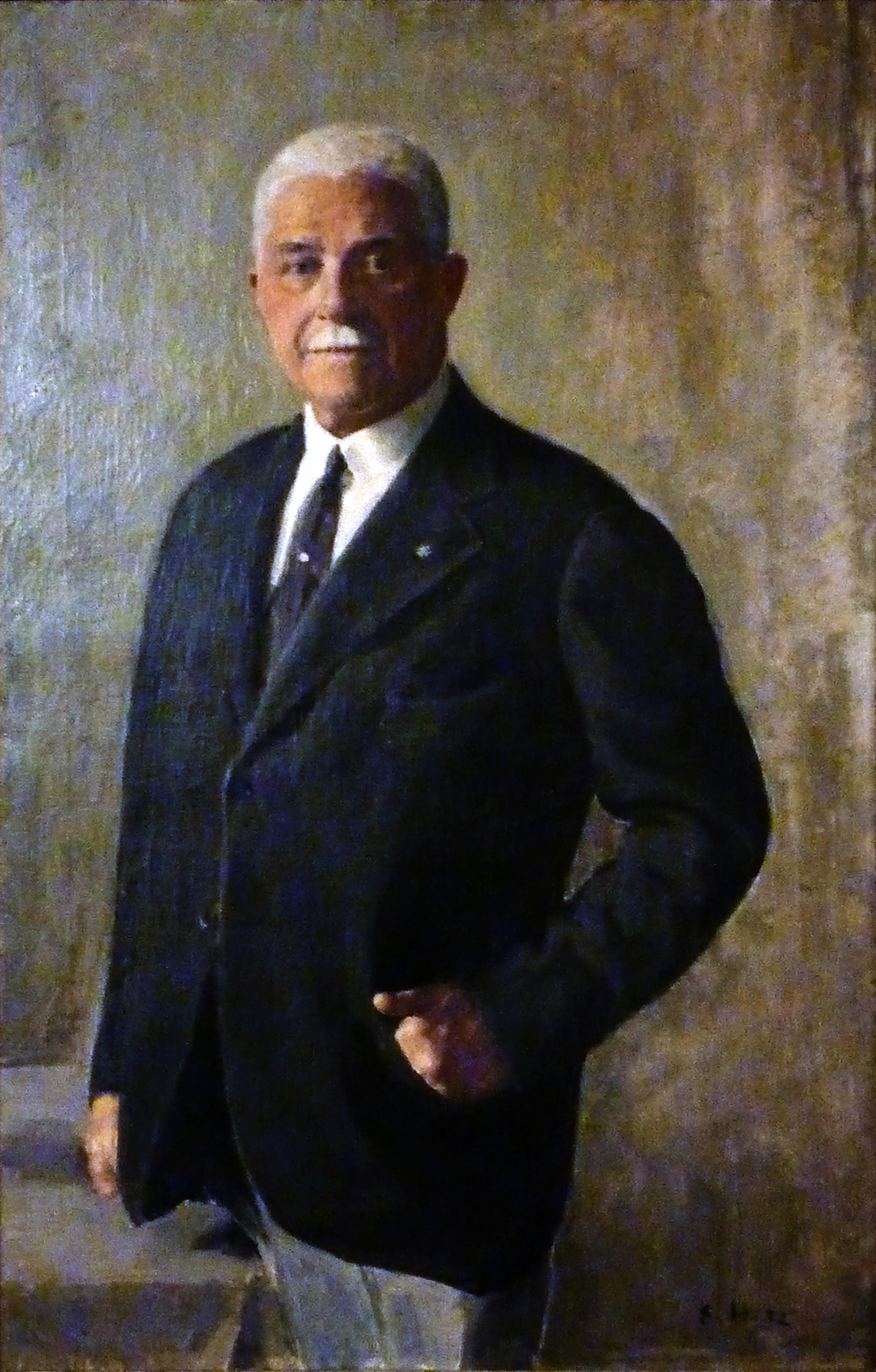
Ritratto del principe di Fürstenberg nel 1932

Dopo la fine grande guerra vendette molti dei suoi possedimenti nella neonata Cecoslovacchia e si concentrò nell'amministrazione delle sue proprietà terriere in Germania. A Donaueschingen fondò nel 1921 il Donaueschinger Musiktage, un concorso musicale ancora oggi attivo dove parteciparono nel tempo personaggi del calibro di Béla Bartók, Paul Hindemith, Arnold Schönberg, Anton Webern e Alban Berg, presentando le prime di diverse loro opere. Sostenne l' Verein für Geschichte des Bodensees und seiner Umgebung (associazione per la storia del lago di Costanza e suoi dintorni) della quale divenne membro onorario nel 1934.
Durante gli anni della Repubblica di Weimar, il principe di Fürstenberg continuò ad interessarsi di politica e si dimostrò particolarmente vicino allo partito Stahlhelm. Dopo la presa del potere da parte dei nazisti, fu coinvolto nel trasferimento delle organizzazioni dello Stahlhelm nelle SA e in altre sezioni del partito nazista come parte dell'"autoallineamento" dello Stahlhelm sotto la guida di Franz Seldte. Dopo un incontro con Hitler nel novembre 1933, espresse così il suo entusiasmo: "È stato meraviglioso poter stare faccia a faccia con questo uomo straordinariamente grande". Fürstenberg si unì al Partito Nazionalsocialista Tedesco dei Lavoratori a metà del 1933 e fu nominato Standartenführer delle SA nel 1938.
Morì al castello di Heiligenberg presso Bodensee nel 1941.

## Matrimonio e figli

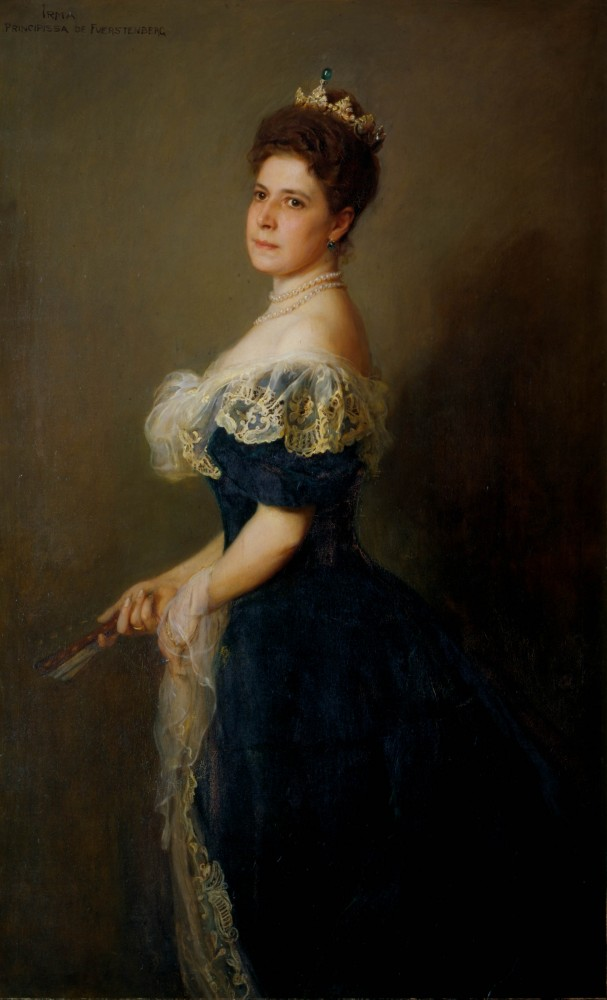
Ritratto della contessa Irma von Schönborn-Buchheim eseguito da Philip de László nel 1899

Il principe Massimiliano Egon II di Fürstenberg sposò la contessa Irma von Schönborn-Buchheim (1867–1948), una delle bellezze più note alla corte viennese.. Dal loro matrimonio nacquero cinque figli:
- Carlo Egon V di Fürstenberg (1891–1973)
- Léontine di Fürstenberg (1892–1979)
- Anna di Fürstenberg (1894–1928), sposò il principe Franz Eduard di Khevenhüller-Metsch (1889–1977)
- Massimiliano Egon zu Fürstenberg (1896–1959)
- Friedrich Eduard zu Fürstenberg (1898–1916)

## Ascendenza
|                                          |                                         |                                                        | Genitori                                     |  |  | Nonni |  |  | Bisnonni                        |  |  | Trisnonni                     |  |
|                                          |                                         |                                                        |                                              |  |  |       |  |  | 8. Carlo Aloisio di Fürstenberg |  |  | 16. Carlo Egon di Fürstenberg |  |
|                                          |                                         |                                                        |                                              |  |  |       |  |  | 8. Carlo Aloisio di Fürstenberg |  |  | 16. Carlo Egon di Fürstenberg |  |
|                                          |                                         | 17. Maria Josepha von Sternberg                        |                                              |  |  |       |  |  | 8. Carlo Aloisio di Fürstenberg |  |  |                               |  |
| 4. Carlo Egon II di Fürstenberg          |                                         |                                                        |                                              |  |  |       |  |  | 8. Carlo Aloisio di Fürstenberg |  |  |                               |  |
|                                          |                                         | 9. Elisabetta di Thurn und Taxis                       | 18. Alessandro Ferdinando di Thurn und Taxis |  |  |       |  |  |                                 |  |  |                               |  |
|                                          |                                         | 9. Elisabetta di Thurn und Taxis                       | 18. Alessandro Ferdinando di Thurn und Taxis |  |  |       |  |  |                                 |  |  |                               |  |
|                                          |                                         | 9. Elisabetta di Thurn und Taxis                       | 19. Maria Henriette Josepha von Fürstenberg  |  |  |       |  |  |                                 |  |  |                               |  |
| 2. Massimiliano Egon I di Fürstenberg    |                                         | 9. Elisabetta di Thurn und Taxis                       |                                              |  |  |       |  |  |                                 |  |  |                               |  |
|                                          |                                         | 10. Carlo Federico di Baden                            | 20. Federico di Baden-Durlach                |  |  |       |  |  |                                 |  |  |                               |  |
|                                          |                                         | 10. Carlo Federico di Baden                            | 20. Federico di Baden-Durlach                |  |  |       |  |  |                                 |  |  |                               |  |
|                                          |                                         | 10. Carlo Federico di Baden                            | 21. Amalia di Nassau-Dietz                   |  |  |       |  |  |                                 |  |  |                               |  |
| 5. Amalia di Baden                       |                                         | 10. Carlo Federico di Baden                            |                                              |  |  |       |  |  |                                 |  |  |                               |  |
|                                          |                                         | 11. Caroline Louise Geyer von Geyersberg               | 22. Ludwig Heinrich Geyer von Geyersberg     |  |  |       |  |  |                                 |  |  |                               |  |
|                                          |                                         | 11. Caroline Louise Geyer von Geyersberg               | 22. Ludwig Heinrich Geyer von Geyersberg     |  |  |       |  |  |                                 |  |  |                               |  |
|                                          |                                         | 11. Caroline Louise Geyer von Geyersberg               | 23. Maximiliana Christiane von Sponeck       |  |  |       |  |  |                                 |  |  |                               |  |
| 1. Massimiliano Egon II di Fürstenberg   |                                         | 11. Caroline Louise Geyer von Geyersberg               |                                              |  |  |       |  |  |                                 |  |  |                               |  |
|                                          | 12. Franz Maria von Khevenhüller-Metsch | 24. Johann Sigismund Friedrich von Khevenhüller-Metsch |                                              |  |  |       |  |  |                                 |  |  |                               |  |
|                                          | 12. Franz Maria von Khevenhüller-Metsch | 24. Johann Sigismund Friedrich von Khevenhüller-Metsch |                                              |  |  |       |  |  |                                 |  |  |                               |  |
|                                          | 12. Franz Maria von Khevenhüller-Metsch | 25. Maria Anna del Liechtenstein                       |                                              |  |  |       |  |  |                                 |  |  |                               |  |
| 6. Richard Maria von Khevenhüller-Metsch | 12. Franz Maria von Khevenhüller-Metsch |                                                        |                                              |  |  |       |  |  |                                 |  |  |                               |  |
|                                          |                                         | 13. Christine Zichy von Zich                           | 26. Karl Zichy von Zich                      |  |  |       |  |  |                                 |  |  |                               |  |
|                                          |                                         | 13. Christine Zichy von Zich                           | 26. Karl Zichy von Zich                      |  |  |       |  |  |                                 |  |  |                               |  |
|                                          |                                         | 13. Christine Zichy von Zich                           | 27. Anna Maria von Khevenhüller-Metsch       |  |  |       |  |  |                                 |  |  |                               |  |
| 3. Leontine von Khevenhüller-Metsch      |                                         | 13. Christine Zichy von Zich                           |                                              |  |  |       |  |  |                                 |  |  |                               |  |
|                                          |                                         | 14. Eduard Lichnowsky                                  | 28. Karl Lichnowsky                          |  |  |       |  |  |                                 |  |  |                               |  |
|                                          |                                         | 14. Eduard Lichnowsky                                  | 28. Karl Lichnowsky                          |  |  |       |  |  |                                 |  |  |                               |  |
|                                          |                                         | 14. Eduard Lichnowsky                                  | 29. Marie Christine von Thund und Hohenstein |  |  |       |  |  |                                 |  |  |                               |  |
| 7. Antonia Lichnowsky                    |                                         | 14. Eduard Lichnowsky                                  |                                              |  |  |       |  |  |                                 |  |  |                               |  |
|                                          |                                         | 15. Eleonora Zichy von Zich                            | 30. Karl Zichy von Zich                      |  |  |       |  |  |                                 |  |  |                               |  |
|                                          |                                         | 15. Eleonora Zichy von Zich                            | 30. Karl Zichy von Zich                      |  |  |       |  |  |                                 |  |  |                               |  |
|                                          |                                         | 15. Eleonora Zichy von Zich                            | 31. Anna Maria von Khevenhüller-Metsch       |  |  |       |  |  |                                 |  |  |                               |  |
|                                          |                                         | 15. Eleonora Zichy von Zich                            |                                              |  |  |       |  |  |                                 |  |  |                               |  |